# Vattenpermeabilitet
Med vattenpermeabilitet avses ett föremåls eller ämnes förmåga att släppa igenom vatten eller vattenånga under tryck.